# Viatcheslava de Novgorod

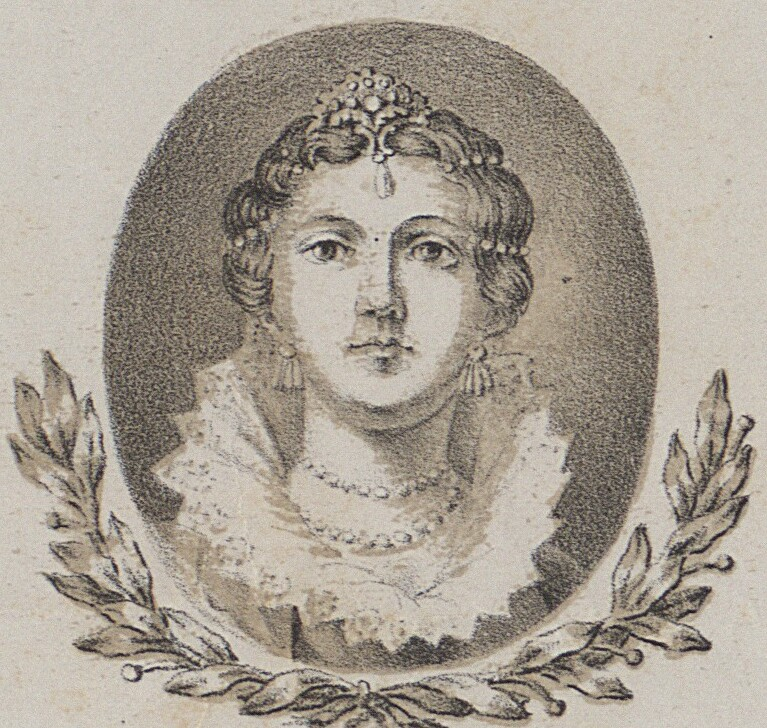
Lithographie de Michał Stachowicz de 1851

Viatcheslava de Novgorod (russe : Вячеслава новгородская, polonais : Wierzchosława Nowogrodzka) (°v.1125-†15 mars 1162 ?) est une princesse de la Rus' de Kiev, fille de Vsevolod de Pskov. Vers 1137, elle épouse Boleslas IV de Pologne et devient ainsi duchesse de Pologne.

## Biographie
On ne sait rien des premières années de sa vie si ce n'est qu'elle a deux frères aînés, Ivan et Vladimir, morts célibataires et sans enfant.
Vers 1137, elle est mariée à Boleslas IV de Pologne, fils du duc Boleslas III Bouche-Torse. Le mariage a probablement été orchestré par Salomé von Berg, la mère de Boleslas, afin d'obtenir une alliance avec la Russie contre son beau-fils Ladislas II le Banni. Boleslas III meurt le 28 octobre 1138. Son testament répartit ses territoires entre ses trois fils. Le prince Boleslas devient duc de Mazovie et Cujavie.
En 1141 Viatcheslava accompagne son mari, convoquée à Łęczyca, à l'initiative de sa belle-mère la duchesse douairière Salomé. En 1146, Boloeslas IV chasse son demi-frère aîné Ladislas II et lui succède comme duc princeps de Pologne.

## Mariage et descendance
En 1137, Viatcheslava épouse Boleslas IV de Pologne. Ils eurent trois enfants :
1. Boleslas (°1156 - †1172)
2. Une fille (°v.1160 - †ap.1178), mariée (v.1172/1173) à Vasilko Iaropolkovich, Prince de Choumsk et Drohiczyn.
3. Lech (°v.1162 - †1186).

## Sources
- (en) Cet article est partiellement ou en totalité issu de l’article de Wikipédia en anglais intitulé « Viacheslava of Novgorod » (voir la liste des auteurs).